# Inburgering
Inburgering is een specifieke en doelgericht gestuurde vorm van maatschappelijke integratie van allochtonen, immigranten, expats als ook asielzoekers en gezinsherenigers. Hierbij wordt ernaar gestreefd dat de nieuwkomers de nodige stappen zetten om ertoe te komen zich een volwaardige plaats in de samenleving te kunnen verwerven.

## Kenmerken
De wijze waarop inburgering en aanverwante benaderingen worden uitgewerkt, verschilt sterk van land tot land. De gemeenschappelijke elementen zijn:
- de overheid:
  - neemt de nodige krachtdadige stappen (wetgevende, politionele enz.) in de bestrijding van vooroordelen, racisme, en discriminaties;
  - onderzoekt de integratieproblemen van de verschillende groepen allochtonen en probeert struikelblokken (met name in scholing en deelname aan de arbeidsmarkt) op te ruimen;
  - schept ruimte om inburgeringscursussen te (laten) organiseren.
- de nieuwkomers:
  - wordt gevraagd zich intensief in te zetten om de officiële streektaal te leren;
  - zich de (fundamentele) regels van de democratische rechtsorde aan te leren en respecteren; in steeds meer landen zoals het Verenigd Koninkrijk vraagt men een expliciete eed van trouw aan de wet;
  - wordt respect en een minimale openheid voor de cultuur van de allochtone nieuwkomers gevraagd.

## Benelux

### België
Inburgering wordt in het Vlaamse inburgeringsdecreet gedefinieerd als: 

Een interactief proces waarbij de overheid aan vreemdelingen een specifiek programma aanbiedt, dat hun enerzijds de mogelijkheid biedt om ze eigen te maken met hun nieuwe sociale omgeving en er anderzijds toe bijdraagt dat de samenleving de personen van de doelgroep als volwaardige burgers gaat erkennen, met als doel een volwaardige participatie van die personen in de samenleving.

### Nederland
Inburgeren kan door te kiezen uit drie manieren:
1. Door binnen 3 (of 5 jaar voor wie analfabeet is) te slagen voor het Inburgeringsexamen;
2. Door te slagen voor het Staatsexamen Nederlands als Tweede taal (NT2);
3. Door een Nederlands Diploma beroepsonderwijs te behalen.